# Amerikaanse slangenhalsvogel
De Amerikaanse slangenhalsvogel (Anhinga anhinga) is een vogel die behoort tot de orde Suliformes en de familie van de slangenhalsvogels.

## Uiterlijk
De Amerikaanse slangenhalsvogel heeft een reigerachtig voorkomen. Hij heeft zijn naam te danken aan zijn extreem lange, dunne nek. De vogel wordt 85 centimeter groot, waarvan de helft de lengte van zijn nek is, en heeft een spanwijdte van 117 centimeter. Op de nek zit een in verhouding dunne kop met een lange spitse gele snavel.

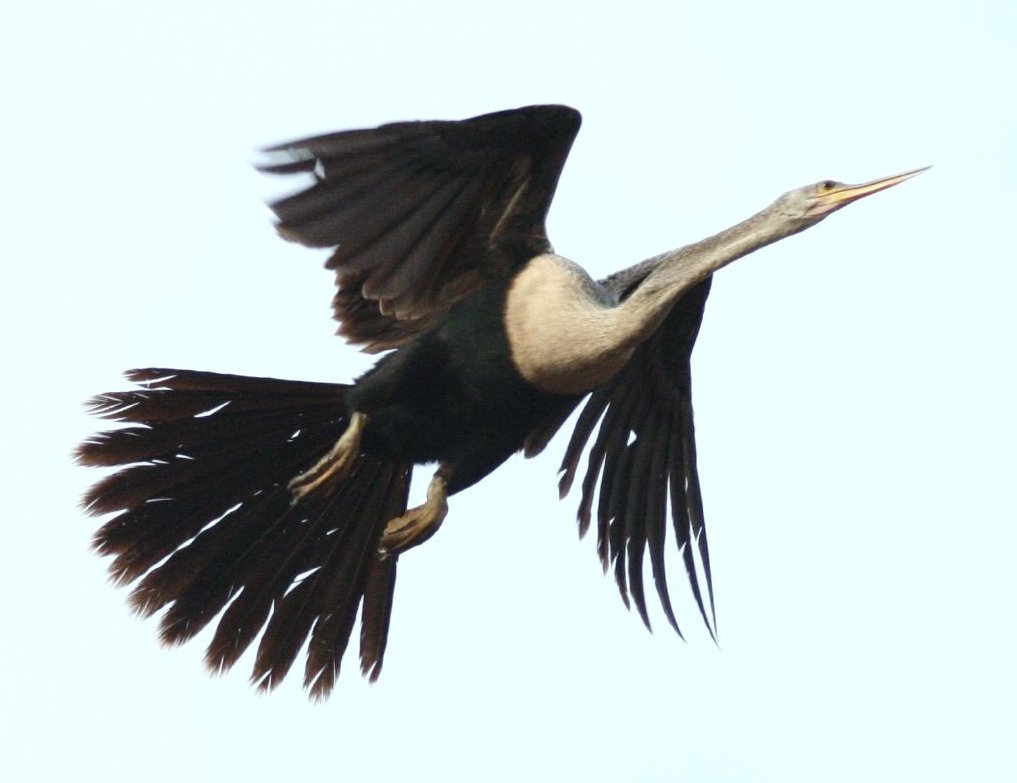
Vrouwtje in vlucht

Zowel het mannetje als het vrouwtje hebben een glanzende zwart verenkleed. De veren op de vleugels zijn zilvergrijs van kleur en de staart is grijs-zwart gestreept. De veren van de nek en de hals van het mannetje is eveneens glanzend zwart, bij het vrouwtje is de nek grijs gekleurd en heeft de hals een gelige-beige kleur. Ook de poten zijn geel gekleurd.
Een volwassen exemplaar bereikt een gewicht van iets meer dan 1300 gram.

## Gedrag
De vogel houdt zich voornamelijk op bij de waterkant op zoek naar voedsel. Omdat de Amerikaanse slangenhalsvogel in tegenstelling tot andere watervogels zoals eenden weinig oliën op zijn verenkleed heeft, is het verenkleed niet waterdicht. Doordat de veren water absorberen ligt de vogel bijna met zijn gehele lichaam onder water en steekt vaak alleen de kop als een slang boven het water uit. Dit lijkt in eerste instantie onpraktisch maar door het zwaardere gewicht is het voor de vogel eenvoudiger om te duiken tijdens de jacht naar vis. Tijdens de jacht pakt de vogel de vis niet vast met de snavel maar spiesen ze deze met hoge snelheid met hun lange scherpe snavel en eten ze de vis daarna pas op.

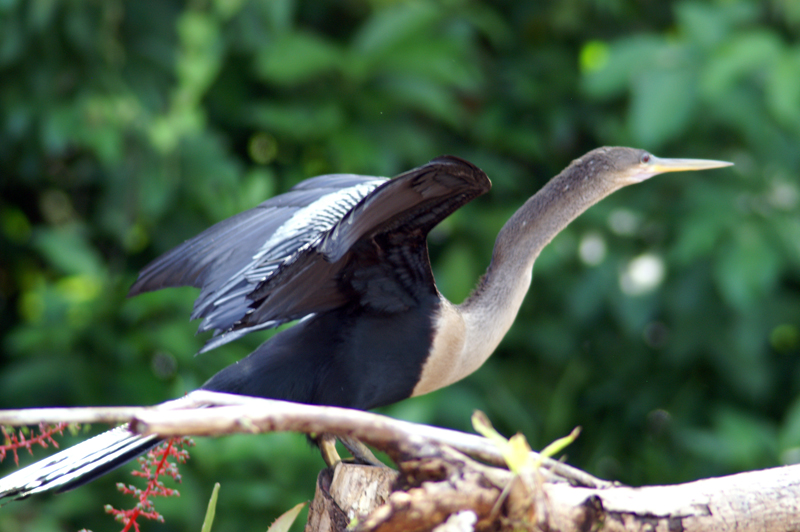
Vrouwtje laat haar veren drogen in Caño Negro (Costa Rica).

Dat de veren nauwelijks water afstoten vanwege het ontbreken van natuurlijke oliën heeft voor de vogel ook enkele nadelen. In tegenstelling tot de aalscholver is de slangenhalsvogel een trage zwemmer. Hij jaagt hierdoor voornamelijk op trage vissoorten. Ook duurt het langer voordat de veren droog zijn. Net zoals een aalscholver gaat hij met zijn vleugels gespreid in de zon zitten om zijn veren te laten drogen. Wegvliegen met natte veren is erg onpraktisch omdat de vogel dan nog te zwaar is. Mocht dit toch nodig zijn, om bijvoorbeeld weg te vluchten van een roofdier, dan zal de vogel met zijn vleugels klappend en met de poten op het water afzettend zich uit de voeten maken.
Als de vogel gealarmeerd is laat hij een snel, diep guk-guk-guk achtig geluid horen. Vaak zoeken de vogels in dat geval een hoger gelegen plaats op om aan een mogelijk roofdier te ontsnappen. Ook als de vogel verstoord wordt door mensen laten ze dit geluid horen.

## Voedsel
Het voornaamste voedsel van de Amerikaanse slangenhalsvogel bestaat uit vis. Daarnaast wordt hun dieet aangevuld met kleine schildpadden, jonge kaaimannen, kleine slangen en waterinsecten.

## Voortplanting
Het nest van de Amerikaanse slangenhalsvogel is meestal te vinden op hoogte tussen de 1,5 tot 6 meter boven de grond en ook in de meeste gevallen aan de waterkant. De vogel broedt vaak samen met grote kolonievogels zoals aalscholvers of in kleinere groepen alleen bestaand uit slangenhalsvogels. De vogel is monogaam en paren blijven het hele leven samen. Het nest wordt elk jaar na een opknapbeurt opnieuw gebruikt. Alleen als het nest weg is bouwen ze een nieuwe. Het mannetje verzamelt de nestmaterialen onderwijl het vrouwtje van deze materialen het nest bouwt in een vorm van een platform.
Zodra het nest klaar is paart het koppeltje in het nest. Terwijl het mannetje op het vrouwtje zit houdt hij zich vast aan een tak of als deze ontbreekt aan de snavel van het vrouwtje. Het vrouwtje legt tussen de 2 tot 6 ovaal vormige blauw groene eieren met een interval van 3 dagen per ei. De eieren zijn soms bedekt met kleine bruine vlekken. De incubatietijd van de eieren bedraagt tussen de 25 tot 30 dagen. In koudere delen van het leefgebied van de vogels is het broedseizoen meestal rondom mei en juni. In de meeste gevallen worden de eieren door zowel het mannetje als het vrouwtje uitgebroed. In de meer tropische delen wordt eigenlijk het gehele jaar door gebroed maar is er een duidelijke piek waarneembaar rond september tot en met november.
Als andere mannetjes te dicht bij het nest komen verdedigt het mannetje zijn nest wat gepaard gaat met machtsvertoning en soms zelfs vechten. Het mannetje strekt zich helemaal uit, spreidt zijn vleugels en begint met de bek te klapperen. Als de indringer zich dan niet terug trekt gaat het mannetje in de aanval waarbij hij naar de nek, hals en kop van de indringer pikt. Het vrouwtje is in verhouding minder agressief dan het mannetje; toch gaat ook zij in de aanval als het nodig is.

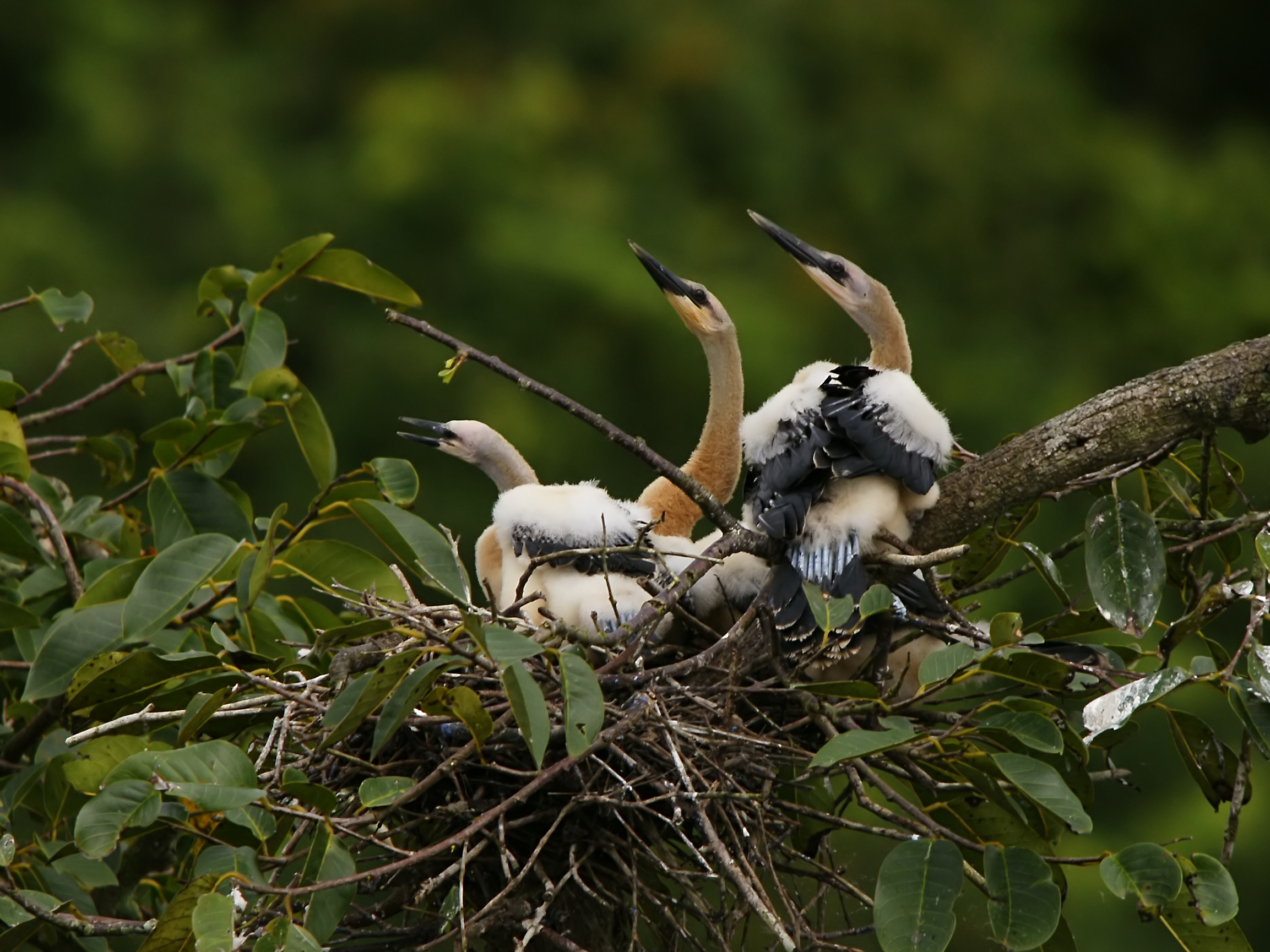
Juvenielen in Caño Negro
(Costa Rica)

De kuikens komen blind en zonder verenkleed uit het ei. Al snel verschijnen de eerste witte donsveren. Na enkele dagen komen de eerste gewone veren al door. De jongen worden door beide ouders gevoerd. De eerste maaltijden van de vogels bestaan uit half verteerde visresten welke de ouders in de bek van de jongen laten vloeien. Na ongeveer een week steken de jongen de kop diep in de keel van de ouders om opgekropt eten te bemachtigen. Na zes weken hebben de jongen een volledig verenkleed en kunnen ze uitvliegen. Na twee maanden kunnen ze voor zich zelf zorgen en zijn ze niet meer afhankelijk van de ouders. Jonge vogels zijn uiteindelijk rond hun tweede levensjaar geslachtsrijp.

## Voorkomen en leefgebied
De Amerikaanse slangenhalsvogel komt voor van het midden van de Verenigde Staten tot aan westelijk Ecuador het noordelijke deel van Argentinië en Uruguay. Daarnaast is hij een vaste inwoner van Cuba en vele andere eilanden in de Caraïbische Zee zoals Trinidad en Tobago. Het leefgebied bestaat uit zoete wateren en visrijke gebieden zoals meren, rivieren en mangroven.
De soort telt twee ondersoorten:
- A. a. leucogaster: van de zuidoostelijke Verenigde Staten tot Colombia en Cuba
- A. a. anhinga: van Trinidad en Tobago en Colombia tot noordelijk Argentinië

## Status

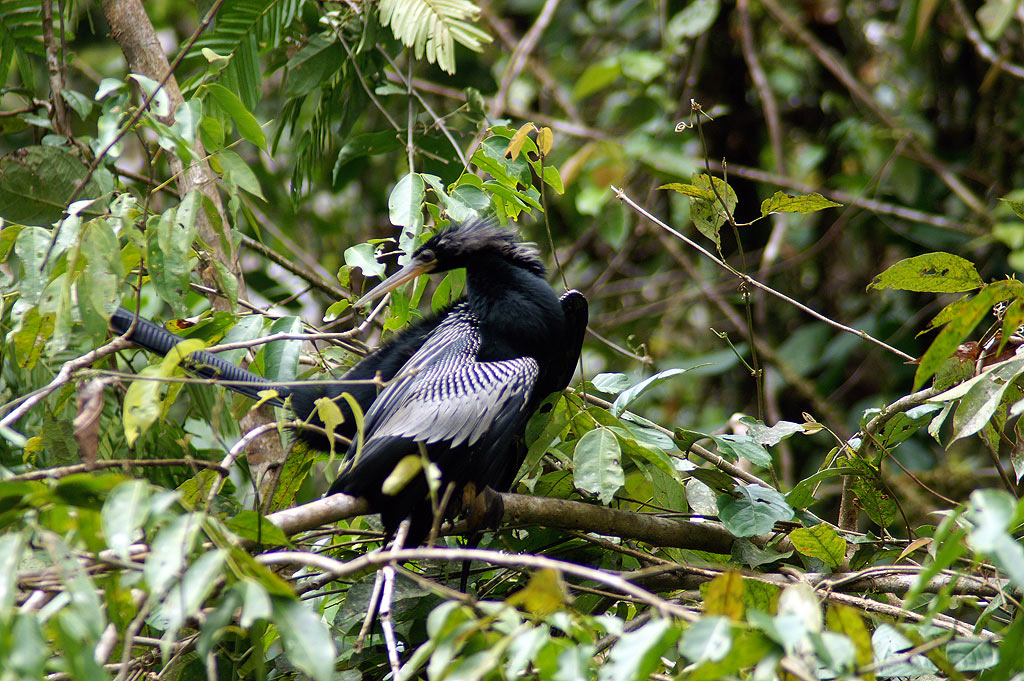
Mannetje in Tortuguero National Park (Costa Rica)

De Amerikaanse slangenhalsvogel heeft een groot verspreidingsgebied en daardoor is de kans op uitsterven gering. De grootte van de populatie is niet gekwantificeerd. Er is aanleiding te veronderstellen dat de soort in aantal achteruit gaat. Echter, het tempo ligt onder de 30% in tien jaar (minder dan 3,5% per jaar). Daarom staat deze slangenhalsvogel als niet bedreigd op de Rode Lijst van de IUCN.